# ユタ・ヒップ
ユタ・ヒップ（Jutta Hipp、1925年2月4日 - 2003年4月6日）は、ドイツのジャズ・ピアニストである。

## 略歴
1925年2月4日にドイツ国のライプツィヒで生まれる。10代の時にグラフィック・デザインを専攻。第二次世界大戦後の1946年、ソビエト軍の侵攻を避けるため家族と共にミュンヘンへ移住する。同都市でジャズ・ピアニストとしての活動を開始する。1950年代前半にハンス・コラーのクインテットのメンバーとして活動を行い、1954年から1955年の間、彼女自身のクインテットを率いて活動を行っている。ヒップはこの頃にいくつかの録音を行い、それらを収録したアルバムがザ・ユタ・ヒップ・クインテットとしてブルーノート・レコードから発売される。そして、そのアルバムの全曲に未発表音源を加えた編集盤『The Legendary Jutta Hipp Quintet: Frankfurt Special - 1954』が彼女の没後に発売されている。
1955年、ヒップはアメリカ合衆国に移住する。ドイツ時代から彼女を賞賛していた評論家レナード・フェザーの力添えで、彼女はブルーノート・レコードと契約する。彼女はヨーロッパ系の女性ジャズ・ピアニストとしてジャズ界で注目を浴びる。1956年4月5日にジャズ・クラブ「ヒッコリー・ハウス」で録音されたライブを収録した『ヒッコリー・ハウスのユタ・ヒップ』（Vol.1とVol.2）は彼女の代表作として人気が高い。
ズート・シムズとの共作『ユタ・ヒップ・ウィズ・ズート・シムズ』の録音後、彼女は音楽業界から突如引退する。小規模のクラブでの演奏を好んでいたこと、極度のあがり症であったこと、音楽で生計を立てることにあまり関心がなく、自分が感銘を受けない音楽を演奏・録音することに気乗りがしなかったことなどが原因とされている。ヒップはレコーディングをやめた後も演奏活動を時折行っていたものの、1960年以降、彼女の関心は音楽から絵画へと移ってしまう。
2003年4月6日、ニューヨークのクイーンズ区にあるアパートの自室で死去。78歳。生涯独身であった。

## 影響
彼女に影響を与えたアーティストはカウント・ベイシー、テディ・ウィルソン、ファッツ・ウォーラー、レニー・トリスターノ、バド・パウエル、ホレス・シルヴァーなど。アメリカに移住後の彼女の演奏スタイルは、シルヴァーのスタイルに強く影響を受けている。

## ディスコグラフィ

### リーダー・アルバム

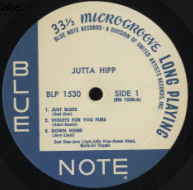
ユタ・ヒップのアルバム（ブルーノート・レーベル）

- 『ザ・ユタ・ヒップ・クインテット』 - New Faces – New Sounds from Germany (1954年、Blue Note) ※ザ・ユタ・ヒップ・クインテット名義
- 『クール・ヨーロッパ』 - Cool Europe (1955年、MGM)[1]
- Jutta Hipp with Lars Gullin (1955年、Karusell) ※EP with ラーシュ・グリン
- 『ヒッコリー・ハウスのユタ・ヒップ Vol.1』 - At the Hickory House Volume 1 (1956年、Blue Note)
- 『ヒッコリー・ハウスのユタ・ヒップ Vol.2』 - At the Hickory House Volume 2 (1956年、Blue Note)
- 『ユタ・ヒップ・ウィズ・ズート・シムズ』 - Jutta Hipp with Zoot Sims (1957年、Blue Note)
- 『クール・ドッグス&トゥー・オレンジズ』 - Cool Dogs & Two Oranges (1980年、L+R) ※1954年録音。ザ・ユタ・ヒップ・クインテット名義
- The Legendary Jutta Hipp Quintet: Frankfurt Special - 1954 (2006年、Fresh Sound) ※1954年録音
- The German Recordings 1952–1955 (2012年、Jazz Haus) ※1952年-1956年録音
- Hipp Is Cool - The Life And Art Of Jutta Hipp (2015年、BE! Jazz) ※6CD+1DVDコンピレーション